# Gentiana leucomelaena
Gentiana leucomelaena är en gentianaväxtart som beskrevs av Carl Maximowicz. Gentiana leucomelaena ingår i släktet gentianor, och familjen gentianaväxter. Inga underarter finns listade i Catalogue of Life.